# Жарновець (рослина)
Жарновець (Cytisus) — рід рослин з родини бобових (Fabaceae), поширений у Європі, північно-західній Африці, Туреччині, західному Сибіру. Рід налічує приблизно 27 видів.

## Опис
Кущі або трави.

## Поширення
Поширений у Європі, північно-західній Африці (у тому числі Макаронезії), Туреччині, західному Сибіру; інтродукований до південних частин Африки, Азії, Австралії, Південної Америки, а також до США й південної Канади.
Населяє узлісся, гірські чи прибережних чагарники й пасовища, заходить на порушені місця.

## Використання
Значна кількість видів використовується з декоративною метою. Використовується також для стабілізації ґрунту. Як корм, замінник кави чи приправу треба використовувати з обережністю, бо наявність алкалоїдів може спричинити отруєння.

## Етимологія
Остаточно не з'ясовано; виводиться від старопольського zanowiec, яке пояснюється як утворене на основі сполучення za nova «за нового (місяця)», з огляду на час, коли цю рослину збирають для лікувальних цілей.